# Baia di Swansea
La baia di Swansea (in inglese: Swansea Bay, in gallese: Bae Abertawe) è una baia sulla riva nord-occidentale del Canale di Bristol, tra le contee di Swansea e Neath Port Talbot. La baia è circondata, in senso orario, dalle città di Porthcawl, Port Talbot, Briton Ferry, Swansea, Mumbles e dalla penisola di Gower. Il fiume Neath, Tawe, Afan e Blackpill fluiscono nella baia. La Baia di Swansea sperimenta una delle più grandi gamme di onde del mondo con un massimo di circa 10 m.
Negli anni 2010 è stato creato uno schema per sfruttare l'energia a basse emissioni di carbonio nella baia di Swansea chiamato Swansea Bay Lagoon, che sarà il più grande del suo genere al mondo una volta completato.

Panorama delle Baia di Swansea.
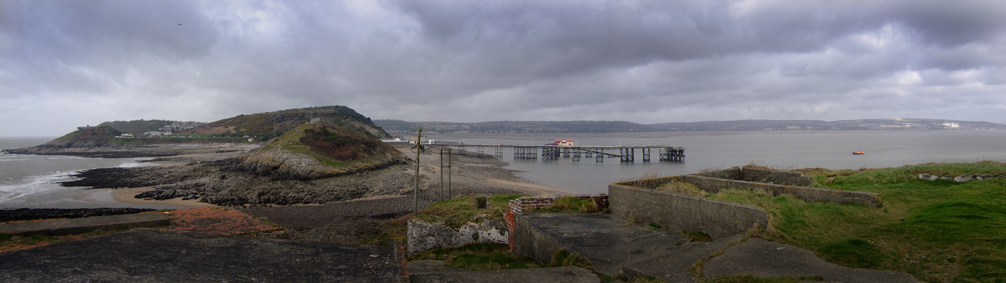
La baia di Bracelet, Mumbles e la baia di Swansea, viste dal faro di Mumbles.

## Storia
La pesca delle ostriche era una delle principali industrie a Swansea, impiegando 600 persone durante il 1860. Tuttavia, a causa della pesca eccessiva, delle malattie e dell'inquinamento, l'ostrica è scomparsa quasi nel 1920. Nel 2005 è stato introdotto un piano per reintrodurre l'industria.
Nel settembre 2005 la Baia è stata teatro dell'omicidio di Ben Bellamy.